# Гараж (музей)
Музей современного искусства «Гараж» — российский музей современного искусства. Основан в 2008 году Дарьей Жуковой и Романом Абрамовичем, располагается в Парке Горького в Москве. В 2018 году музей посетили 818 тысяч человек, в 2019 году музей посетили 942 тысячи человек.

## История

### Центр современной культуры «Гараж» (2008—2014)

#### Бахметьевский автобусный гараж (2008—2011)
Центр современной культуры «Гараж» был открыт 16 сентября 2008 года. Первоначально организация размещалась в здании Бахметьевского автобусного гаража в Москве (в честь которого и получила свое название), — памятника архитектуры советского авангарда, спроектированного Константином Мельниковым и Владимиром Шуховым. Обширное пространство музея (8000 м²) обусловило открытую планировку экспозиций и проведение просветительской деятельности.
В конце 2011 — начале 2012 года «Гараж» переехал в парк Горького, где изначально разместился во временных павильонах. Позднее планировалось переместить музей в павильоны «Времена года» и «Шестигранник». В Бахмьетьевском гараже открылся Еврейский музей и центр толерантности.

#### Временные павильоны (2012—2015)

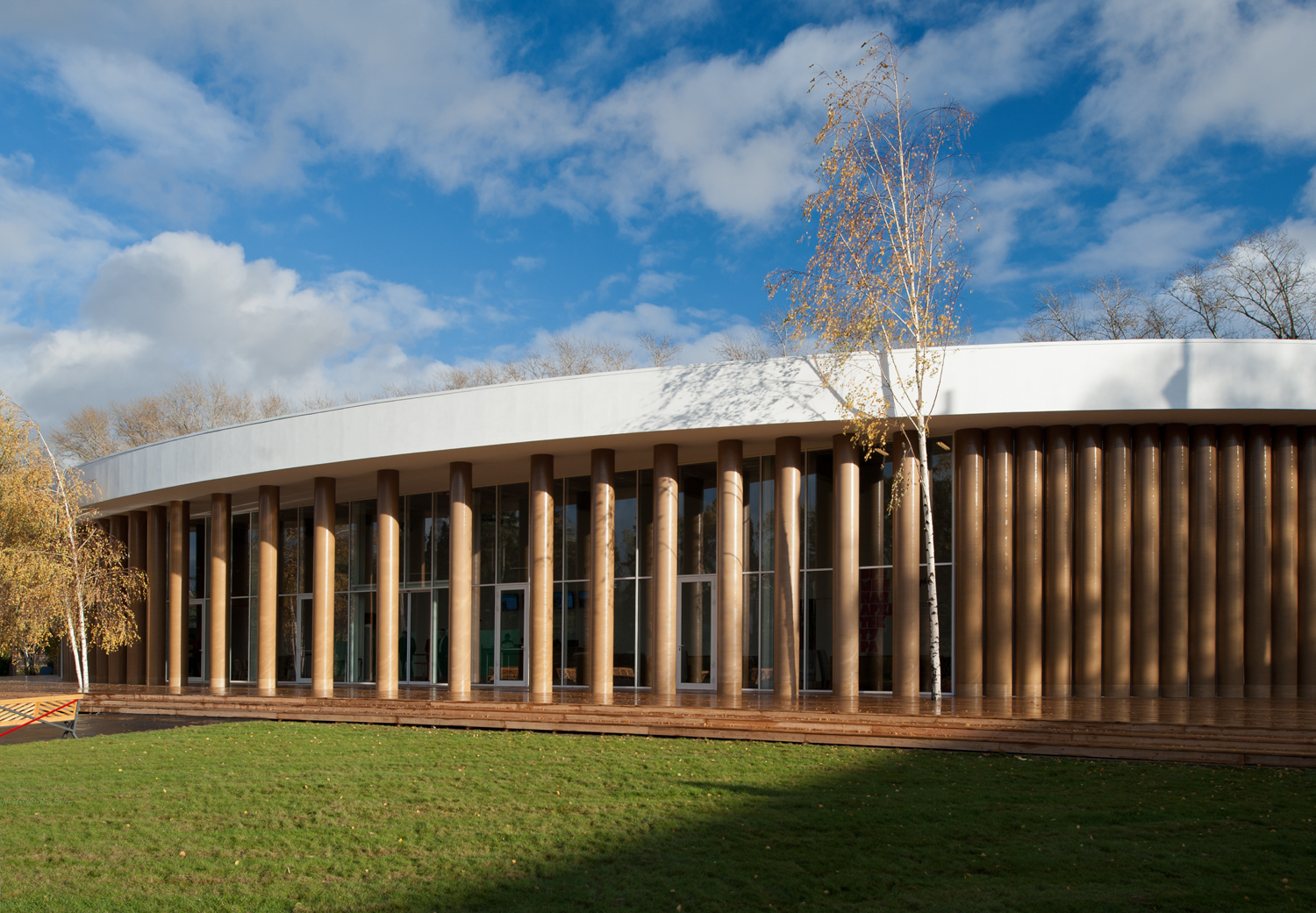
Временный павильон (архитектор Сигэру Бан)

В июле 2012 года, после переезда в парк Горького, «Гараж» разместился во временном летнем павильоне (архитекторы Артём Китаев, Леонид Слонимский, Николай Мартынов, Артём Стаборовский и художник Максим Спиваков). Летний павильон был покрыт белой строительной сеткой, через которую проникал свет. Он имел вид шестигранной конструкции, напоминающей павильон «Шестигранник».
Осенью 2012 года «Гараж» переехал во временный павильон на берегу Пионерского пруда в парке Горького, созданный японским архитектором Сигэру Баном. Овальное в плане сооружение было возведено с использованием шестиметровых бумажных труб. Здание содержало два выставочных зала общей площадью 800 квадратных метров, кафе и книжный магазин.
Наряду с основным временным павильоном с июня 2013 по сентябрь 2014 года экспозиция музея размещалась на летней площадке под открытым небом, под навесами в форме грибов. Конструкция была спроектирована архитекторами Василем Банцекиным, Сергеем Неботовым, Ильёй Терновенко, Максимом Хазановым при участии Анастасии Балакиревой и Ольги Лебедевой.

### Музей современного искусства «Гараж» (с 2014)
1 мая 2014 года Центр современной культуры «Гараж» сменил название на Музей современного искусства «Гараж».

#### Павильон «Времена года» (с 2015)
12 июня 2015 года был открыт первый постоянный павильон «Гаража» в парке Горького. Прежде в нём располагался построенный в 1968 году по проекту Игоря Виноградского и Игоря Пяткина ресторан «Времена года» (проектное название — кафе «Молодёжное» на 1200 мест). Здание в стиле советского модернизма было заброшено на протяжении 20 лет.
Над реконструкцией работало бюро известного голландского архитектора Рема Колхаса OMA. Отдавая дань истории здания, Рем Колхас и команда Музея «Гараж» старались максимально сохранить все особенности постройки, избегая гиперболизации масштабов и изменения его структуры. Были отреставрированы лестничные пролёты и кирпично-мозаичные стены, включая уникальную мозаику с изображением рыжеволосой девушки в окружении листвы, которая стала одним из символов Музея. Частично сохранилась и керамическая плитка советских времён.

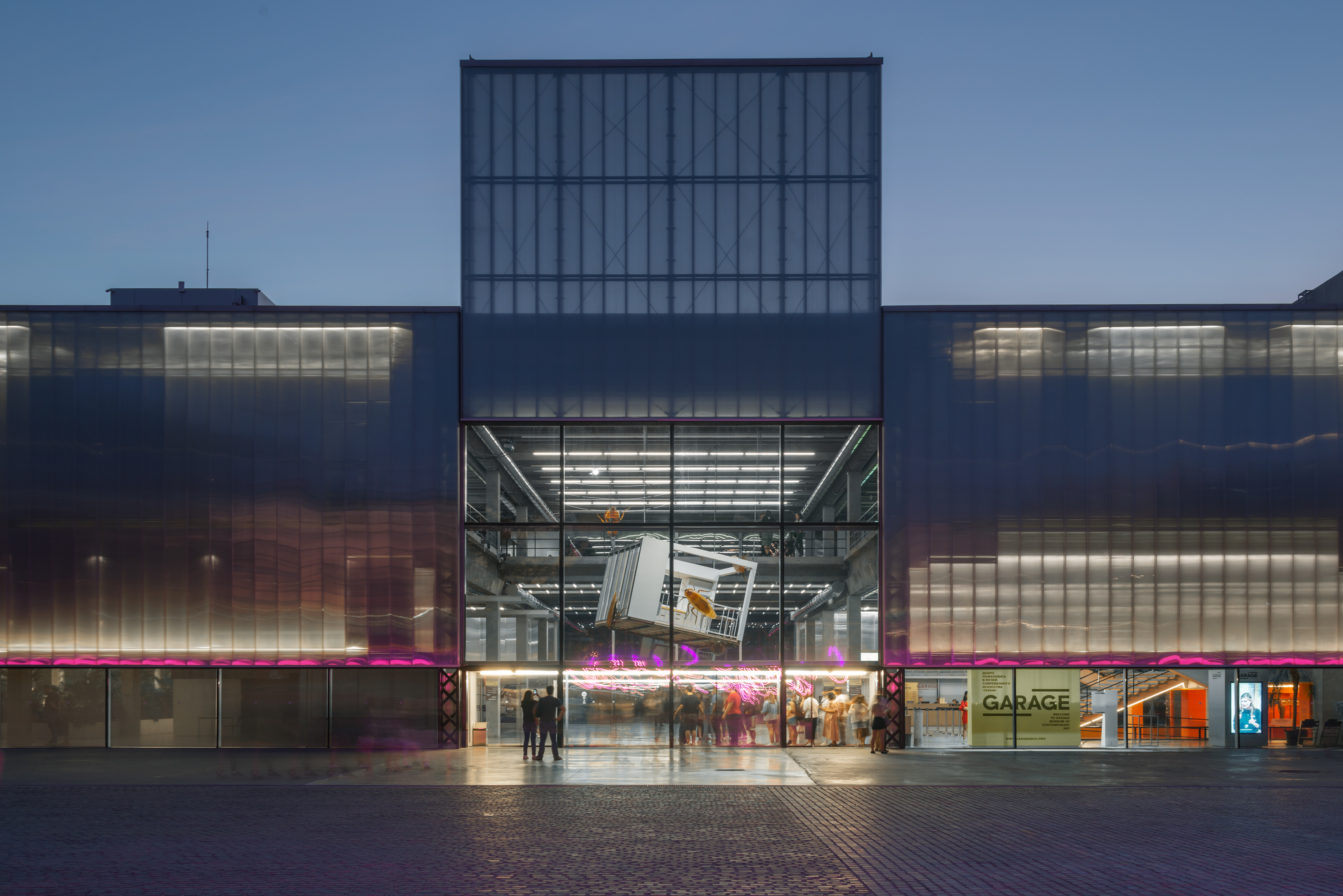
Здание «Времена года» — дом Музея «Гараж»

В результате реконструкции здание получило современный фасад из полупрозрачного двухслойного поликарбоната. Панели фасада шириной 11 метров поднимаются вертикально над террасой на крыше здания и открывают пространство атриума.

#### Образовательный центр Музея «Гараж» (с 2013)
1 марта 2013 года рядом со временным павильоном был открыт образовательный центр «Гаража», в котором проходят образовательные курсы и тренинги, лекции и перформансы. Он занял здание бывшей раздевалки, построенной в 1960-х годах. Спустя год в 2014 году в нём разместилась коллекция Музея — архив по истории современного искусства и открылась первая в России публичная библиотека по современному искусству, которая в 2022 году переместилась в основное здание Музея. В её фондах насчитывается около 60 тысяч единиц хранения. Среди них — альбомы и монографии по ключевым стилям и направлениям искусства, каталоги выставок, ведущие художественные и архитектурные журналы, а также редкие и библиографические издания на русском языке. С 2022 года здание используется для проведения публичных и образовательных событий, а также в нём продолжает работать архив.

## Деятельность «Гаража»

### Выставочная деятельность «Гаража»
За годы работы в Музее было реализовано более 100 выставочных проектов, среди которых ретроспективы всемирно известных художников Джона Балдессари, Марины Абрамович, Джеймса Таррелла, Марка Ротко, Луиз Буржуа, Виктора Пивоварова, а также первые в России персональные выставки Жилвинаса Кемпинаса, Энтони Гормли, Урса Фишера, Яёй Кусамы и многих других. «Гараж» стал основной площадкой Третьей Московской биеннале современного искусства «Против исключения» (2009) и Московского международного фестиваля перформанса (2010), а в 2017 году Музей проводил первую Триеннале российского современного искусства. В феврале 2022 года Музей временно приостановил работу на выставочными проектами, однако продолжает масштабную исследовательскую, издательскую и просветительскую деятельность.

#### Триеннале российского современного искусства

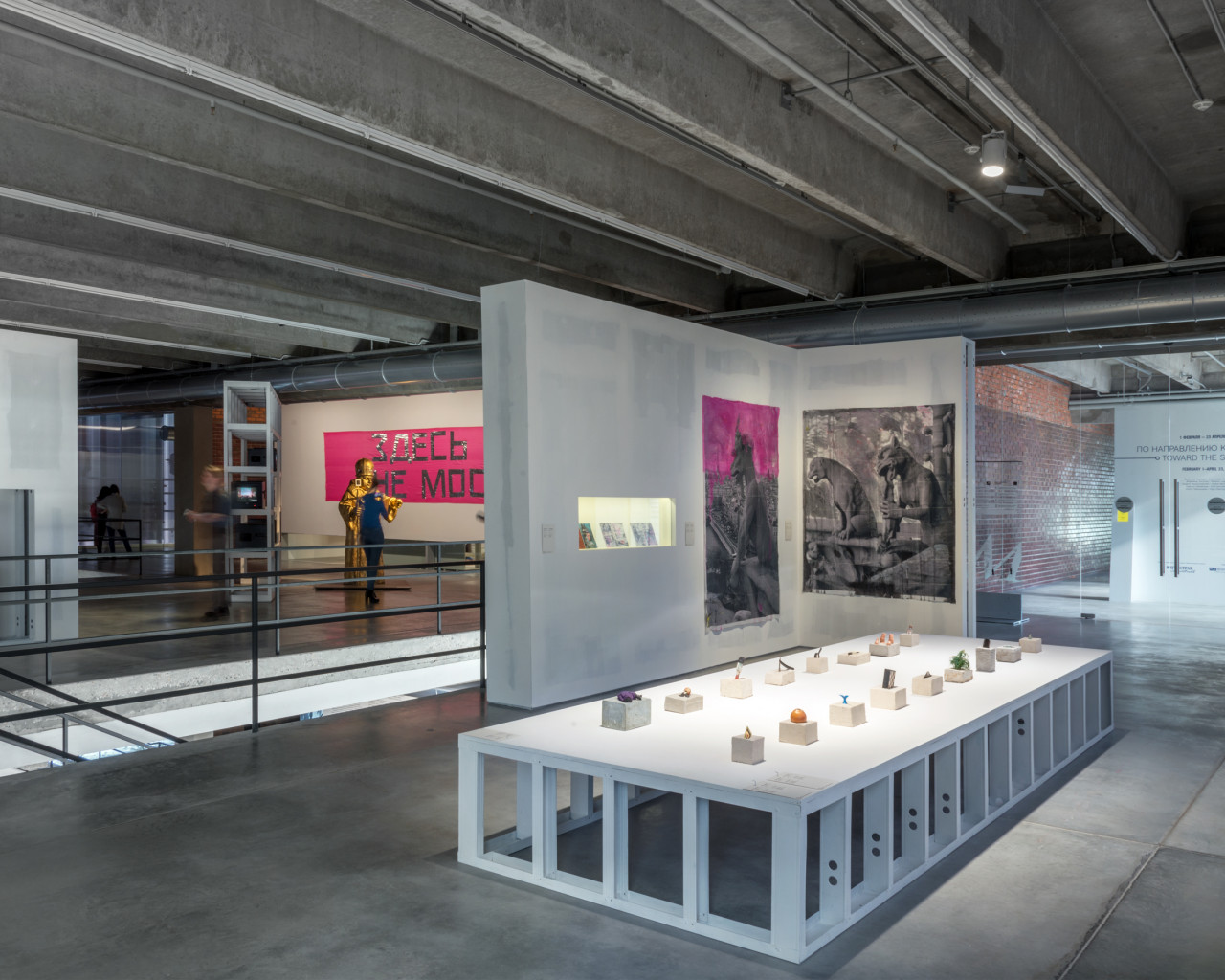
Триеннале российского современного искусства. Директория «Авторские мифологии».

С 10 марта по 14 мая 2017 года музей проводил Триеннале российского современного искусства — всероссийскую выставку современного искусства. В выставке приняли участие 68 художников и творческих объединений из 40 городов России. Организаторы выставки решили уделить особое внимание региональному российскому искусству. Работы были сгруппированы в 7 тематических категорий (директорий): «Мастер-фигура» — наиболее влиятельные и успешные представители советского неофициального искусства; «Авторские мифологии» — художники, работающие над индивидуальным творческим языком; «Верность месту» — художники, интересующиеся местами, в которых живут; «Общий язык» — художники, работающие над общечеловеческими темами используя универсальный художественный язык; «Морфология улиц» — представители стрит-арта; «Искусство действия» — представители акционизма; «Локальные истории искусства» — дискуссионная площадка о региональных художественных сообществах.
Предполагается, что выставка будет проходить раз в 3 года. II Триеннале российского современного искусства планировалось провести с 12 июня по 18 октября 2020 года, однако из-за пандемии COVID-19 сроки пришлось сдвинуть. II Триеннале российского современного искусства «Красивая ночь всех людей» пройдёт с 11 сентября 2020 года по 17 января 2021 года.

### Garage Atrium Commissions
Специальная программа «Гаража», в рамках которой художники создают произведения для Атриума Музея. В распоряжение авторов отдаётся пространство высотой 9,5 метров и шириной 10 метров, доступное для обзора со всех трёх этажей Музея. В рамках программы, обновляющейся дважды в год, весной и осенью, были представлены работы Эрика Булатова (июнь 2015), Рашида Джонсона (весна 2016), а также ранее не экспонировавшаяся работа Луиз Буржуа (осень 2015) и Инь Сючжэнь (осень 2016).

### Арт-эксперимент
Ежегодный интерактивный проект «Гаража», главным действующим лицом которого является сам зритель. Это экспериментальная творческая лаборатория для посетителей всех возрастов, позволяющая создать своё произведение совместно с художником. Каждый «Арт-эксперимент» посвящён новой теме, а концепция год от года изменяется.

### Программа «Полевые исследования»
Исследовательская программа «Полевые исследования» сосредоточена на забытых и малоизученных событиях, философских позициях, пространствах и героях русской культуры. Каждый проект продолжается от одного до трех лет и не имеет заранее предусмотренного результата.
Участники программы проводят публичные презентации, где знакомят аудиторию с ходом своей работы, а также семинары с участием специалистов из разных сфер, предлагающих более широкий контекст для понимания данных инициатив.

### Проект Russian Art Archive Network

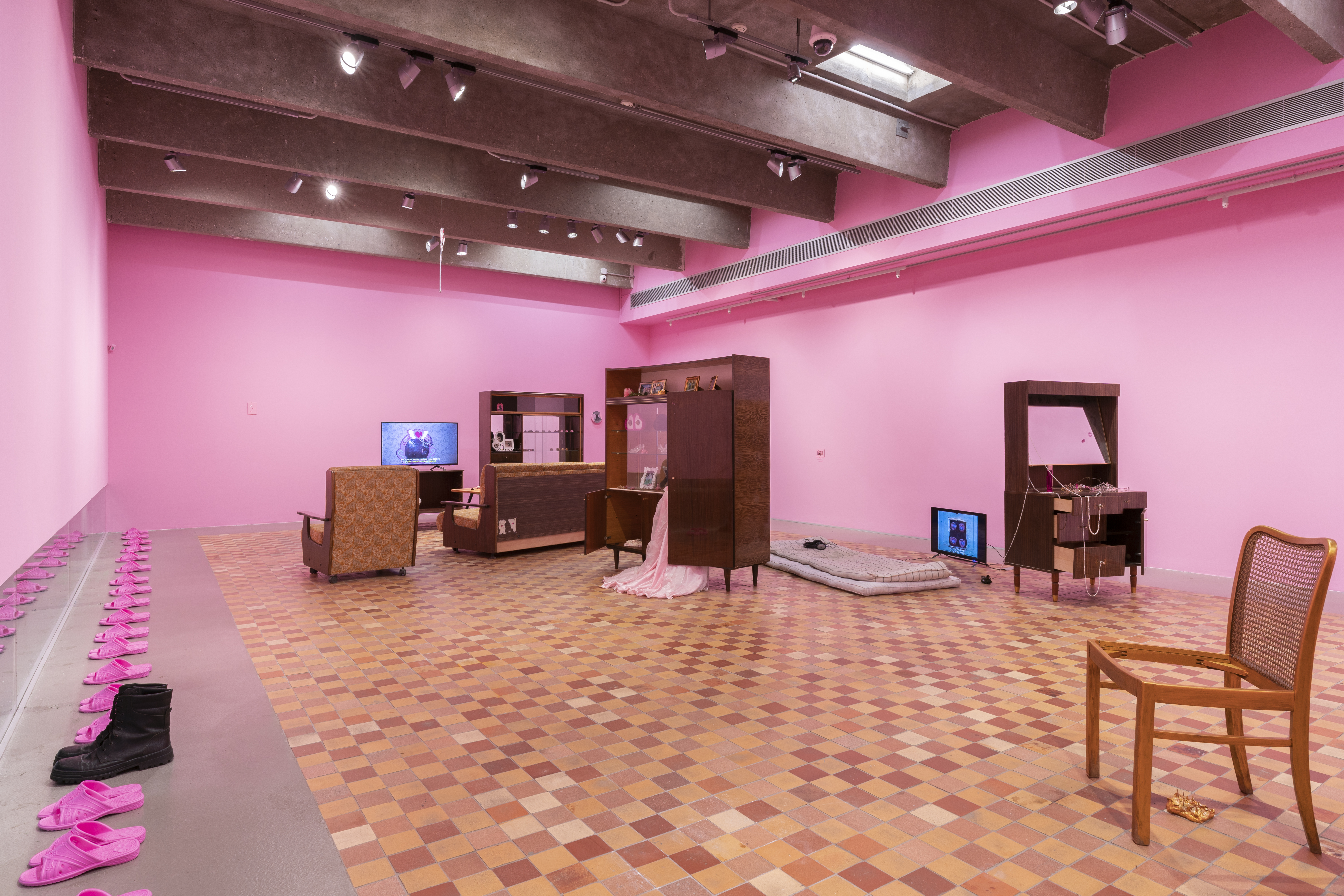
Инсталляция группы «Малышки 18:22» для Garage Archive Commissions

Проект Russian Art Archive Network (RAAN — Сеть архивов российского искусства) запущен в 2017 году. Предусматривает поэтапную оцифровку и перенос на онлайн-платформу фондов Архива Музея «Гараж» и архивов партнеров, внесение сведений об этих фондах в специально разработанное Музеем «Гараж» приложение, а также интеграцию информации, содержащейся в базах данных партнеров. Оцифровываются архивы музея «Гараж», включающего документы из собраний фонда «Художественные проекты», Леонида Талочкина и Нины Зарецкой, архивные фонды музея Зиммерли при Ратгерском университете (Нью-Джерси, США), архив Исследовательского центра Восточной Европы при Бременском университете (Германия), фонды, собранные независимыми исследователями и сотрудниками российских культурных институций (Галерея «Виктория», Ельцин-центр, Музей современного искусства PERMM, Нижнетагильский музей изобразительных искусств, Студия «Тихая», Тольяттинский художественный музей, Центр культуры ЦК19 и других).

### Archive Commissions
Программа взаимодействия с художниками, основанная на опыте проекта «По направлению к источнику». В 2016 году несколько российских художников были приглашены поработать с архивной коллекцией Музея, итогом их исследований стала выставка новых проектов, показанная в Музее современного искусства «Гараж». Garage Archive Commissions также подразумевает создание новых произведений на основе погружения в материалы архива «Гаража» — дневники, эскизы, переписку и т. д.
Цель проекта — дать возможность художникам проанализировать творчество и жизнь предшественников и сопоставить жизнь и работу сейчас и в предыдущие десятилетия, а также выявить новые линии наследования и конфликта поколений в российском искусстве. Результаты этой работы представляются в галерее «Скайлайт» в Музее «Гараж». С 2022 года проекты представили Ольга Чернышева («Экраны (Шепот)») и группа «Малышки 18:22» («12 магических историй в подземелье»).

### Библиотека музея «Гараж»

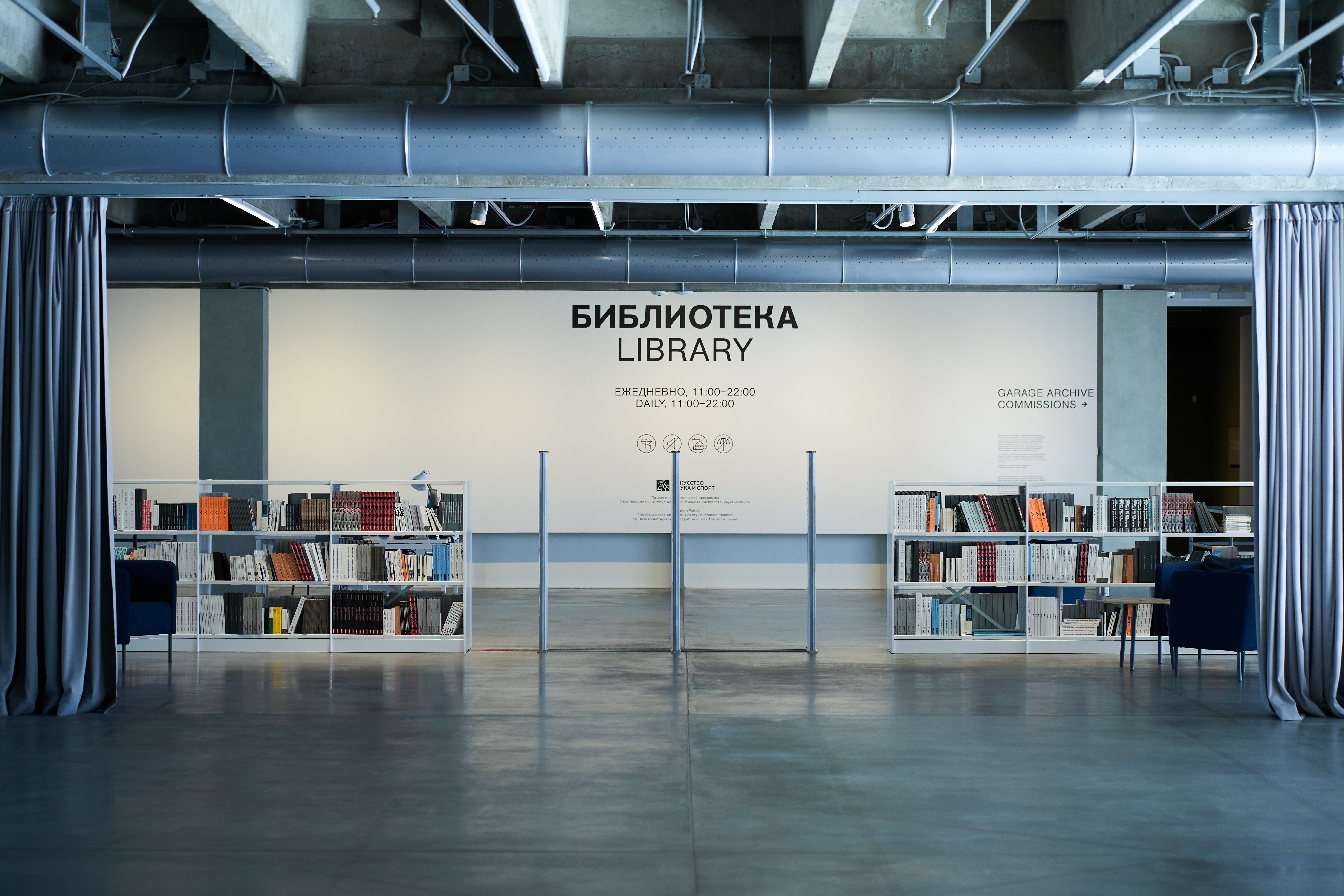
Библиотека Музея «Гараж» в здании «Времена года»

Библиотека музея «Гараж» была открыта в образовательном центре 10 декабря 2014 года. В неё вошли более 50 тысяч книг и журналов, посвященных всем направлениям современного искусства, архитектуры, дизайну, фотографии, философии, социологии и других гуманитарных наук, а также доступ к электронным базам JSTOR и ARTSTOR.
Имеются книги как на русском, так и на иностранных языках (английский, французский, немецкий, сербский, итальянский и другие). Для доступа к библиотеке необходимо оформить читательский билет. В 2022 году библиотека переехала в здание музея и разместилась на втором этаже «Времен года».

### Издательская программа музея «Гараж»
Музей «Гараж» издает каталоги выставок с момента своего основания. В 2012 году совместно с издательством Ad Marginem запущена издательская программа о современном искусстве и архитектуре, фотографии, театре, кинематографе и теории новых медиа. Благодаря сотрудничеству впервые на русском языке были изданы книги Йохана Идемы «Как ходить в музей. Советы о том, как сделать посещение по-настоящему запоминающимся», Клэр Бишоп «Радикальная музеология, или Так ли уж „современны“ музеи современного искусства?», Джона Бёрджера «Фотография и её предназначения», дневники Сьюзен Сонтаг и Энди Уорхола и многие другие.
С 2012 года «Гараж» также публикует исследования на основе собственного архива и книги о современной культуре, среди которых эссе Рема Колхаса «Мусорное пространство», книга классика московского концептуализма Виктора Пивоварова «Влюбленный агент», альбом Георгия Кизевальтера «Инсайдер» и др.
В марте 2016 года появилась первая публикация международной издательской программы музея — Exhibit Russia: The New International Decade 1986—1996. В рамках этой программы готовятся комплексные академические издания на английском языке по истории российского современного искусства на основе Архива «Гаража», а также выставочного проекта Музея Garage Atrium Commissions. Осенью того же года была запущена первая в России программа поддержки исследователей, пишущих на русском языке о современном искусстве и культуре, — «ГАРАЖ.txt».
C 2021 года Музей развивает собственную издательскую программу, в которую входят книги про современный танец, коллекционирование, управление музеями и т. д.

### Отдел инклюзивных программ
В 2015 году Музей «Гараж» открыл первый в постсоветской России отдел инклюзивных программ. Музей регулярно проводит бесплатные экскурсии и мероприятия для глухих и слабослышащих, слабовидящих и незрячих посетителей, а также для посетителей с особенностями интеллектуального развития. Все мероприятия разрабатываются совместно с инвалидами, дефектологами и переводчиками жестового языка. За время работы Музей посетили более 3500 человек (по состоянию на декабрь 2016 года) с разными формами инвалидности. Здания Музея и Образовательного центра «Гаража» адаптированы для всех категорий посетителей, разрешён вход с собакой-проводником. Миску для воды можно получить на стойке информации в здании Музея.
Летом 2016 года в Музее «Гараж» состоялась первая выставка, расширяющая понятие «инклюзия» в нашей стране, — «Единомышленники», в работу над которой были вовлечены четыре посетителя Музея с разными формами инвалидности. Осенью того же года были представлены 36 новых терминов в области искусства на русском жестовом языке.
Отдел сотрудничает с ведущими фондами России в сфере инклюзии и проводит собственные обучающие семинары и тренинги. Для посетителей с расстройствами аутистического спектра заранее высылается социальная история и материалы для дополнительного ознакомления. Сотрудники стойки информации и службы безопасности владеют основами русского жестового языка для взаимодействия с глухими и слабослышащими посетителями.

### Программа поддержки молодых художников
Программа грантов была учреждена в 2012 году с целью комплексной поддержки молодых российских художников и в настоящий момент является единственной в России инициативой подобного рода. Заявки на гранты принимаются от художников в возрасте от 18 до 35 лет. Жюри, состоящее из экспертов в области современного искусства, выбирает победителей, которые получают ежемесячную стипендию в размере 30 000 руб. в течение года. Стипендиаты также вовлекаются в образовательные и выставочные программы Музея «Гараж».
Генеральный партнер грантовой программы 2016/2017 года — фонд SDV Arts & Science Foundation, созданный международным интернет-холдингом SDVentures. В сфере интересов фонда — реализация проектов, объединяющих современные технологии и искусство. В рамках сотрудничества с SDV Arts & Science Foundation Музей «Гараж» дополняет свою грантовую программу новым направлением — «Искусство и технологии», ориентированном на поддержку персональных и коллективных проектов молодых художников, работающих в области IT-технологий, инженерии и science art.

### Garage Screen
Garage Screen — программа Музея «Гараж», основанная в 2012 году, — знакомит зрителей с выдающимися образцами российского и зарубежного художественного, документального и экспериментального кино. Команда Музея специально отбирает фильмы и видеоматериалы, исследующие вопросы современного искусства и культуры во всех их проявлениях, редкую хронику о жизни и быте выдающихся и малоизвестных современных художников, музыкантов, архитекторов и артистов, а также материалы о создании выставок и произведений искусства.
В рамках программы состоялись российские премьеры фильмов «Собачье сердце» Лори Андерсон, «Воспоминания. Часть первая» Олега Каравайчука, «Эликсир» Даниила Зинченко, «Луиз Буржуа. Паук, любовница и мандарин» Амей Уоллак и «Югославия. Как идеология движет нашим коллективным телом» Марты Попиводы. В разные годы были представлены кинопрограммы «Кино без барьеров», «Зазеркалье Луиз Буржуа», «Деконструкция кинореальностей», «АРТДОК», а также материалы Архива Музея «Гараж», связанные с историей современного искусства.
В июне 2016 года Музей «Гараж» расширил программу Garage Screen, оборудовав инновационный кинотеатр на крыше Музея. В кинотеатре установлена проекционная система с разрешением 4К, экран размером 15,2 × 6,2 м и аудиосистемой на основе технологии линейных массивов Christie Vive Audio.
К летнему сезону Garage Screen первого августа 2020 года открыт новый павильон в парке Горького, представляющий собой шатёр, вывернутый наизнанку: все несущие и опорные конструкции его вынесены наружу, в то время как внутреннее пространство покрыто белой мембраной. Кинопрограмма обогатилась новыми рубриками: «Серебряные копии» — картины аналоговой эпохи, «Счастливые часы» — авторское кино аномальной длительности, «Один раз увидеть» — разовые сеансы фильмов, которых (за редким исключением) нет и не будет в российском прокате.

### Коллекционирование современного российского искусства
В июне 2024 года Музей «Гараж» объявил о новом направлении деятельности — коллекционирование современного российского искусства 1980—2020-х годов.

## Фонд «Айрис»
Фонд «Айрис» — частная некоммерческая организация, основанная Дарьей Жуковой в 2008 году, миссией которой является продвижение и поддержка развития современной культуры. Фонд «Айрис» поддерживает все российские и международные проекты Музея современного искусства «Гараж».

## Книжный магазин

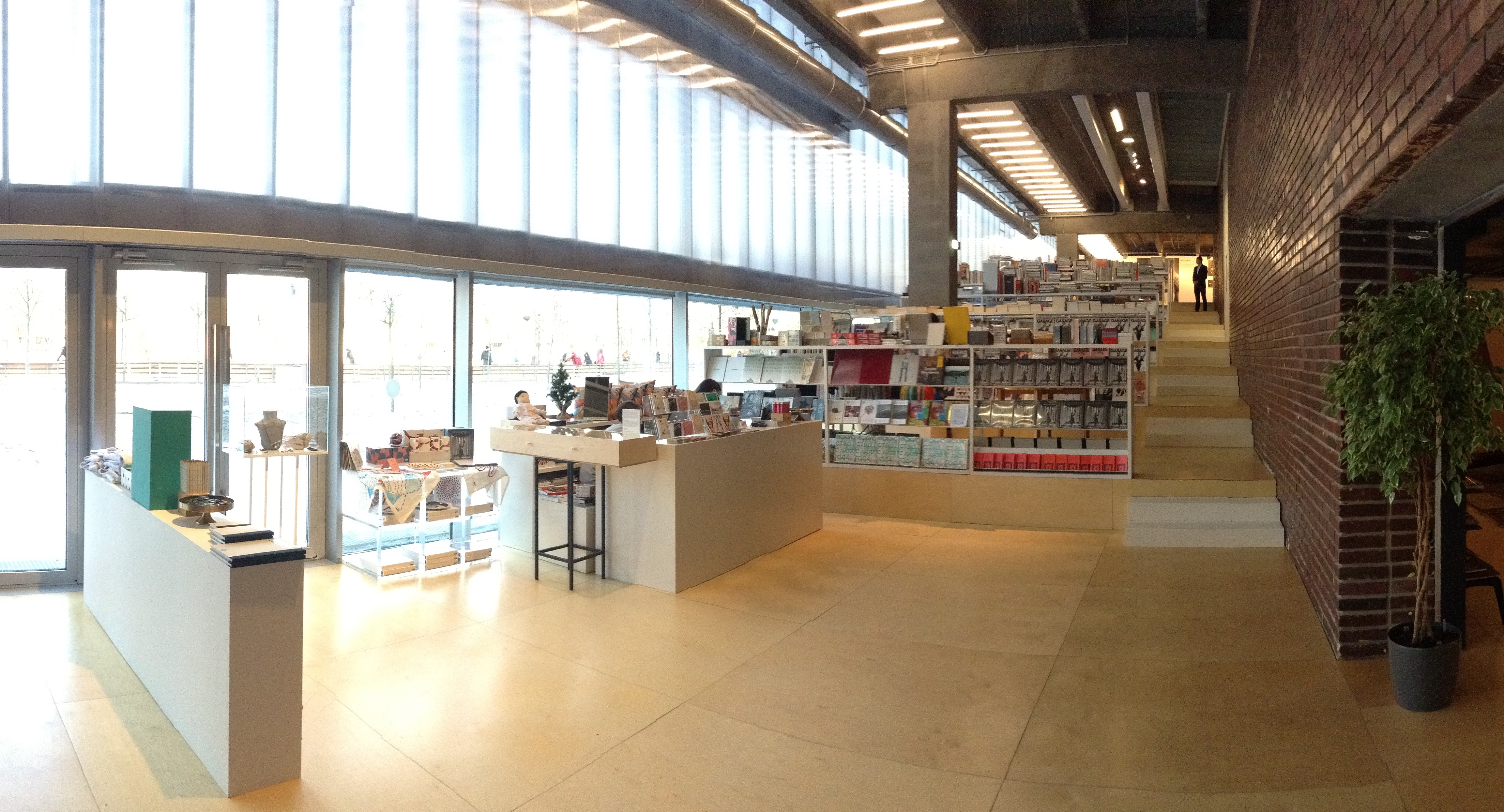
Книжный магазин Музея «Гараж»

Книжный магазин Музея «Гараж» специализируется на литературе по классическому и современному искусству, фотографии, дизайну и архитектуре таких издательств, как Phaidon, Bloomsbury, Tate Publishing, Taschen, Thames&Hudson, Rizzoli, Skira, DAAB Media, Hatje Cantz, Prestel, Penguin Books. В ассортимент книжного магазина также входят выставочные каталоги международных арт- организаций, редкие издания по современной культуре, журналы художественной направленности и издательской программы Музея «Гараж».